# Río James (Misuri)
El río James tiene 130 millas (209,2 km) de largo. Es un río en el sur del estado de Misuri. Fluye desde el noreste del condado de Webster hasta que entra en el lago Table Rock. El río es parte de la cuenca del río Blanco. El río forma el lago Springfield y suministra con agua potable a la ciudad de Springfield.

## Curso
Su fuente está al noreste de la ciudad de Seymour en el condado de Webster. Sus cabeceras fluyen inicialmente hacia el sur, luego gira hacia el oeste en dirección hacia el noroeste al norte de Seymour y gira hacia el suroeste cerca de Northview y pasa por el lado este de Springfield, donde se concentra para formar el lago Springfield. Desde Springfield, fluye hacia el oeste y luego hacia el sur pasando por Galena, donde ingresa al lago Table Rock, un embalse en el río Blanco.
Los principales afluentes del río James incluyen: el Pierson Creek, el Wilson Creek, el Finley Creek, el Crane Creek y el Flat Creek.

## Recreación
Grandes secciones del río James se pueden navegar en canoa o kayak. Desde el acceso público aguas abajo de la presa, es posible realizar una navegación de tres días hasta Galena, siempre que los niveles sean lo suficientemente altos.
El río James es una fuente de agua potable para la ciudad de Springfield, y también alimenta el lago homónimo, principal fuente de agua para el sistema de refrigeración en la central eléctrica de James River, que se encuentra junto a la presa. El lago es un popular destino de pesca y de kayak con muelles y puntos de acceso creados por el Departamento de Conservación de Misuri. El río es hábitat de lubinas, bagre, trucha de lago y pez sol. Cuatro de los cinco peces bajos Ozark que tuvieron un récord mundial fueron capturados en el río James.

## Presas
La presa en el río James crea el lago Springfield y sirve también para la refrigeración de la central eléctrica de James River. El río desemboca en el río White aguas arriba de la presa hidroeléctrica Table Rock, operada por el Cuerpo de Ingenieros del Ejército de los Estados Unidos.[cita requerida]

## Toponimia
El lo más probable que el nombre sea un traspaso del río James ubicado en Virginia. El río también da nombre a una sección de una autopista al sur de Springfield, la James River Freeway.